# 44.° Parlamento de Canadá
El 44.° Parlamento de Canadá es el periodo legislativo federal actual de Canadá, los miembros de la Cámara de los Comunes (cámara baja), fue determinada por los resultados de las elecciones federales de 2021 llevadas a cabo el 20 de septiembre de 2021. El Parlamento se reanudó oficialmente el 22 de noviembre con la reelección del presidente Anthony Rota, y el Discurso del Trono leído por la Gobernadora General Mary Simon al día siguiente.
Está dirigido por un gobierno minoritario del Partido Liberal bajo el mandato de Justin Trudeau. Seis meses después de la primera sesión, el 22 de marzo de 2022, se anunció que el Nuevo Partido Democrático apoyaría al gobierno con medidas de confianza y suministro.

## Cronología

### Cambios desde las elecciones
| Distrito                      | Elegido en las elecciones | Elegido en las elecciones | Elegido en las elecciones | Elegido en las elecciones | Elegido en las elecciones | Cambio                   | Cambio       | Cambio  | Cambio        |
| Distrito                      | Fecha                     | Diputado/a                | Partido                   | Partido                   | Razón                     | Fecha                    | Reemplazo    | Partido | Partido       |
| ----------------------------- | ------------------------- | ------------------------- | ------------------------- | ------------------------- | ------------------------- | ------------------------ | ------------ | ------- | ------------- |
| Spadina—Fuerte York           | 22 de noviembre de 2021   | Kevin Vuong               |                           | Liberal                   | Expulsión                 | 22 de noviembre de 2021  | El mismo     |         | Independiente |
| Mississauga—Orilla del lago   | 27 de mayo de 2022        | Sven Spengemann           |                           | Liberal                   | Renuncia                  | 12 de diciembre de 2022  | Carlos Sousa |         | Liberal       |
| Richmond—Arthabaska           | 13 de septiembre de 2022  | Alain Rayes               |                           | Conservador               | Abandonó                  | 13 de septiembre de 2022 | El mismo     |         | Independiente |
| Centro Sur de Winnipeg        | 12 de diciembre de 2022   | Jim Carr                  |                           | Liberal                   | Muerte                    |                          |              |         | Vacante       |
| Patrimonio de Calgary         | 31 de diciembre de 2022   | Bob Benzen                |                           | Conservador               | Renuncia                  |                          |              |         | Vacante       |
| Oxford                        | 28 de enero de 2023       | Dave MacKenzie            |                           | Conservador               | Resignado                 |                          |              |         | Vacante       |
| Portage—Lisgar                | 28 de febrero de 2023     | Candice Bergen            |                           | Conservador               | Renuncia                  |                          |              |         | Vacante       |
| Notre-Dame-de-Grâce—Westmount | 8 de marzo de 2023        | Marc Garneau              |                           | Liberal                   | Renuncia                  |                          |              |         | Vacante       |

### 2021
- 20 de septiembre de 2021: en la elecciones federales de Canadá de 2021, el Partido Liberal obtuvo la mayoría de los escaños en la Cámara de los Comunes, pero no logró alcanzar una mayoría absoluta.[8][9]
- 22 de septiembre de 2021: Kevin Vuong, quien fue expulsado por Justin Trudeau del partido liberal por un caso de agresión sexual que luego sería retirado, dijo en esta fecha que continuaría en el 44.º Parlamento como miembro independiente de la Cámara de Comunes.[10]
- 22 de noviembre de 2021: Inicio del período parlamentario y reelección del Honorable Anthony Rota como Presidente de la Cámara de los Comunes.[11]

### 2022
- 2 de febrero de 2022: Erin O'Toole es destituido como líder del Partido Conservador y, en consecuencia, como líder de la oposición oficial, en una votación del caucus.[12]
- 21 de febrero de 2022: la Cámara de los Comunes votó para confirmar la Ley de Emergencias, con 185 a favor y 151 en contra de la moción. La ley se invocó en relación con las protestas de los convoyes en Ottawa y en los puntos fronterizos.[13]
- 23 de febrero de 2022: el representante del Gobierno en el Senado, Marc Gold, retira sin votación la moción de confirmación de la Ley de Emergencias equivalente en el Senado, tras la revocación por parte del gobierno ese mismo día.[14]
- 22 de marzo de 2022: el Partido Liberal y el Nuevo Partido Democrático anuncian un acuerdo en el que el NDP apoyará a los liberales en mociones (incluidos los presupuestos) hasta 2025 a cambio del apoyo liberal a ciertas políticas del NDP.[15]
- El 28 de mayo - el Liberal Sven Spengemann dimite como el diputado de Mississauga-Lakeshore para aceptar un papel en las Naciones Unidas.[16][17]
- 10 de septiembre: Concluye la elección de liderazgo del Partido Conservador de 2022. Pierre Poilievre es elegido como el nuevo líder conservador.[18]
- El 13 de septiembre - Alain Rayes, miembro del Parlamento por Richmond-Arthabaska, deja el caucus conservador y decide ser independiente, tras la elección de Pierre Poilievre como líder conservador.[4]
- 19 de noviembre - La elección de liderazgo del Partido Verde 2022 concluye. Elizabeth May es anunciada como la nueva líder del Partido Verde de Canadá.[19]
- El 12 de diciembre - Una elección parcial federal se realiza en Mississauga-Lakeshore, eligiendo al Liberal Charles Sousa.[20]
- El 12 de diciembre - el diputado liberal de Winnipeg South Centre Jim Carr murió debido al cáncer.[21]
- El 31 de diciembre - Bob Benzen dimite como el diputado por Calgary Heritage.[22]

### 2023
- El 27 de enero - Dave MacKenzie dimite como diputado por Oxford.[23]
- El 1 de febrero - Candice Bergen dimite como diputada por Portage-Lisgar.
- El 8 de marzo - Marc Garneau dimite como diputado por Notre-Dame-de-Grâce-Westmount.
- El 27 de septiembre - Anthony Rota dimite como presidente de la Cámara por el escándalo de Yaroslav Hunka[24]

## Liderazgo

### Cámara de los Comunes
| Líderes de la Cámara de los Comunes 44.º Parlamento | Líderes de la Cámara de los Comunes 44.º Parlamento | Líderes de la Cámara de los Comunes 44.º Parlamento | Líderes de la Cámara de los Comunes 44.º Parlamento | Líderes de la Cámara de los Comunes 44.º Parlamento | Líderes de la Cámara de los Comunes 44.º Parlamento |
| Cargo                                               | Foto                                                | Foto                                                | Nombre                                              | Distrito                                            | Desde                                               |
| --------------------------------------------------- | --------------------------------------------------- | --------------------------------------------------- | --------------------------------------------------- | --------------------------------------------------- | --------------------------------------------------- |
| Presidente de la Cámara                             |                                                     |                                                     | Greg Fergus                                         | Hull—Aylmer                                         | 3 de octubre de 2023                                |
| Gobierno (Liberal)                                  |                                                     |                                                     |                                                     |                                                     |                                                     |
| Primer ministro                                     |                                                     | Justin Trudeau                                      | Justin Trudeau                                      | Papineau                                            | 14 de abril de 2013                                 |
| Vice primera ministra                               |                                                     | Chrystia Freeland                                   | Chrystia Freeland                                   | University-Rosedale                                 | 20 de noviembre de 2019                             |
| Líder de la Cámara                                  |                                                     | Mark Holland                                        | Mark Holland                                        | Ajax                                                | 26 de octubre de 2021                               |
| Oposición (Conservador)                             |                                                     |                                                     |                                                     |                                                     |                                                     |
| Líder de lo oposición                               |                                                     | Pierre Poilievre                                    | Pierre Poilievre                                    | Carleton                                            | 10 de septiembre de 2022                            |
| Vicelíder de la oposición                           |                                                     | Melissa Lantsman                                    | Melissa Lantsman                                    | Thornhill                                           | 10 de septiembre de 2022                            |
| Vicelíder de la oposición                           |                                                     | Tim Uppal                                           | Tim Uppal                                           | Edmonton Mill Woods                                 | 10 de septiembre de 2022                            |
| Líder de la oposición de la Cámara                  |                                                     | Andrew Scheer                                       | Andrew Scheer                                       | Regina—Qu'Appelle                                   | 13 de septiembre de 2022                            |

## Composición
| Partidos / Grupos | Partidos / Grupos                 | Cámara de los Comunes | Cámara de los Comunes | Senado               | Senado |
| Partidos / Grupos | Partidos / Grupos                 | Elecciones de 2021    | Actual                | Composición original | Actual |
| ----------------- | --------------------------------- | --------------------- | --------------------- | -------------------- | ------ |
|                   | Partido Liberal                   | 160                   | 156                   | 0                    | 0      |
|                   | Partido Conservador               | 119                   | 118                   | 18                   | 15     |
|                   | Bloc québécois                    | 32                    | 32                    | 0                    | 0      |
|                   | Nuevo Partido Democrático         | 25                    | 24                    | 0                    | 0      |
|                   | Partido Verde                     | 2                     | 2                     | 0                    | 0      |
|                   | Independientes                    | 0                     | 4                     | 9                    | 8      |
|                   | Grupo de Senadores Independientes | 0                     | 0                     | 40                   | 39     |
|                   | Grupo del Senado Progresista      | 0                     | 0                     | 14                   | 13     |
|                   | Grupo de senadores canadienses    | 0                     | 0                     | 13                   | 14     |
|                   |                                   |                       |                       |                      |        |
| Vacantes          | Vacantes                          | 0                     | 2                     | 11                   | 16     |
| Total             | Total                             | 338                   | 338                   | 105                  | 105    |